# Genfer Abkommen (Afghanistan)
Das Genfer Abkommen besteht aus einer Reihe von Verträgen, die am 14. April 1988 in Genf von Pakistan und der Demokratischen Republik Afghanistan unterzeichnet wurden, um den Sowjetisch-afghanischen Krieg zu beenden, die Situation in Afghanistan zu normalisieren und den Abzug der sowjetischen Truppen einzuleiten.

## Vorgeschichte
Bereits kurz nach dem Einmarsch der sowjetischen Truppen in Afghanistan befassten sich die Vereinten Nationen in ihrer Vollversammlung und in der Menschenrechtskommission mit dem Thema. Namensgebend wurden diese „Genfer-Verhandlungen“ in Genf gehalten. Die Gesprächsrunden fanden von 1982 bis 1988 statt. Bereits im Mai des Jahres 1980 wurde durch die Sowjets ein erstes Einlenken seitens der UN angeboten, jedoch im damaligen Glauben, die Widerstandskämpfer ständen vor einer Niederlage. Des Weiteren forderten die Sowjets die alleinige Anerkennung der DVPA als Repräsentant Afghanistans sowie, dass die Widerstandskämpfer nicht als legitime Vertreter des Konflikts gelten sollten. Die folgenden fünf Gesprächsrunden von 1983 und 1986 behandelten vor allem den Truppenabzug und die Flüchtlingsproblematik. Die entscheidende letzte Runde 1987 führte jedoch zum Durchbruch, da die afghanische Seite erklärte, der Abzug der sowjetischen Streitkräfte könne innerhalb von 18 Monaten vonstattengehen, wenn der äußere Widerstand seitens Pakistan ausbliebe.

## Das Genfer Abkommen
Am 14. April 1988 wurde nach den Verhandlungen unter Leitung des Untergeneralsekretärs der Vereinten Nationen für politische Angelegenheiten, Diego Cordovez das Enddokument unterzeichnet. In Anwesenheit des UN-Generalsekretärs Javier Pérez de Cuéllar unterzeichneten der afghanische Außenminister Mohammad Abdul Wakil und der pakistanische Staatsminister Noorani und als Vertreter der garantierenden Regierungen der amerikanische Außenminister George P. Shultz und der sowjetische Außenminister Eduard Schewardnadse zwei bilaterale Verträge, in denen Nichteinmischung und Nichtintervention im Mittelpunkt standen. Es ging hauptsächlich darum, die Beziehungen zu normalisieren und zu stabilisieren. Ferner standen die freundschaftliche Annäherung der Nachbarn und die De-Internationalisierung des Konflikts im Vordergrund. Das zweite Abkommen garantierte den Austausch von Flüchtlingen. Ebenfalls in einem dritten Dokument garantierten sich die Großmächte zu, diese Ordnung zu akzeptieren und nicht als Aggressoren weiter aufzutreten. Das vierte Abkommen wurde von allen Teilnehmern unterschrieben und regelte neben den Beziehungen untereinander den endgültigen Abzug der sowjetischen Truppen. Die Verträge traten einen Tag später am 15. April in Kraft.

## Folgen
Durch das Genfer Abkommen gelang es, den Konflikt zu deinternationalisieren, was den Krieg damit innerafghanisch machte, wenngleich Pakistans Staatsminister wenige Tage danach abermals betonte, er würde die Mudschahedin weiterhin unterstützen, was auf Argwohn der USA traf. Der sowjetische Abzug vollzog sich für diese ohne größeren Gesichtsverlust, was das Genfer Abkommen ermöglichte. Dennoch beendete das Genfer Abkommen nicht die Unruhe in Afghanistan, die sich Jahre später abermals im Afghanischen Bürgerkrieg entlud.